# Coppa Davis 2009
La Coppa Davis 2009 è stata la 98ª edizione del più importante torneo fra squadre nazionali di tennis maschile. Sedici squadre hanno preso parte al Gruppo Mondiale e più di cento ai gruppi zonali. La Spagna vinse il suo quarto trofeo, battendo in finale la Repubblica Ceca.

## Gruppo Mondiale

### Squadre partecipanti
- Argentina
- Austria
- Cile
- Croazia

- Francia
- Germania
- Israele
- Paesi Bassi

- Rep. Ceca
- Romania
- Russia
- Serbia

- Spagna
- Svezia
- Svizzera
- Stati Uniti

### Tabellone
|  | Primo turno 6–8 marzo                             | Primo turno 6–8 marzo              | Primo turno 6–8 marzo |                                           |             | Quarti di finale 10–12 luglio | Quarti di finale 10–12 luglio   | Quarti di finale 10–12 luglio |   |  | Semifinali 18–20 settembre | Semifinali 18–20 settembre        | Semifinali 18–20 settembre |   |  | Finale 4–6 dicembre | Finale 4–6 dicembre | Finale 4–6 dicembre |
|  |                                                   |                                    |                       |                                           |             |                               |                                 |                               |   |  |                            |                                   |                            |   |  |                     |                     |                     |
|  | Buenos Aires, Argentina (terra)                   |                                    |                       |                                           |             |                               |                                 |                               |   |  |                            |                                   |                            |   |  |                     |                     |                     |
|  | 1                                                 | Argentina                          | 5                     |                                           |             |                               |                                 |                               |   |  |                            |                                   |                            |   |  |                     |                     |                     |
|  | 1                                                 | Argentina                          | 5                     | Ostrava, Repubblica Ceca (cemento indoor) |             |                               |                                 |                               |   |  |                            |                                   |                            |   |  |                     |                     |                     |
|  |                                                   | Paesi Bassi                        | 0                     |                                           |             |                               |                                 |                               |   |  |                            |                                   |                            |   |  |                     |                     |                     |
|  |                                                   | Paesi Bassi                        | 0                     | 1                                         | Argentina   | 2                             |                                 |                               |   |  |                            |                                   |                            |   |  |                     |                     |                     |
|  | Ostrava, Repubblica Ceca (erba indoor)            |                                    |                       | 1                                         | Argentina   | 2                             |                                 |                               |   |  |                            |                                   |                            |   |  |                     |                     |                     |
|  |                                                   |                                    | Rep. Ceca             | 3                                         |             |                               |                                 |                               |   |  |                            |                                   |                            |   |  |                     |                     |                     |
|  | 8                                                 | Francia                            | Rep. Ceca             | 3                                         | 2           |                               |                                 |                               |   |  |                            |                                   |                            |   |  |                     |                     |                     |
|  | 8                                                 | Francia                            |                       |                                           | 2           |                               | Parenzo, Croazia (terra indoor) |                               |   |  |                            |                                   |                            |   |  |                     |                     |                     |
|  |                                                   | Rep. Ceca                          | 3                     |                                           |             |                               |                                 |                               |   |  |                            |                                   |                            |   |  |                     |                     |                     |
|  |                                                   |                                    |                       |                                           |             |                               |                                 | Rep. Ceca                     | 4 |  |                            |                                   |                            |   |  |                     |                     |                     |
|  | Birmingham, AL, Stati Uniti (cemento indoor)      |                                    |                       |                                           |             |                               |                                 | Rep. Ceca                     | 4 |  |                            |                                   |                            |   |  |                     |                     |                     |
|  |                                                   | 5                                  | Croazia               | 1                                         |             |                               |                                 |                               |   |  |                            |                                   |                            |   |  |                     |                     |                     |
|  | 4                                                 | 5                                  | Croazia               | 1                                         | Stati Uniti | 4                             |                                 |                               |   |  |                            |                                   |                            |   |  |                     |                     |                     |
|  | 4                                                 | Parenzo, Croazia (terra indoor)    |                       |                                           | Stati Uniti | 4                             |                                 |                               |   |  |                            |                                   |                            |   |  |                     |                     |                     |
|  |                                                   | Svizzera                           | 1                     |                                           |             |                               |                                 |                               |   |  |                            |                                   |                            |   |  |                     |                     |                     |
|  |                                                   | Svizzera                           | 1                     | 4                                         | Stati Uniti | 2                             |                                 |                               |   |  |                            |                                   |                            |   |  |                     |                     |                     |
|  | Parenzo, Croazia (cemento indoor)                 |                                    |                       | 4                                         | Stati Uniti | 2                             |                                 |                               |   |  |                            |                                   |                            |   |  |                     |                     |                     |
|  |                                                   | 5                                  | Croazia               | 3                                         |             |                               |                                 |                               |   |  |                            |                                   |                            |   |  |                     |                     |                     |
|  | 5                                                 | 5                                  | Croazia               | 3                                         | Croazia     | 5                             |                                 |                               |   |  |                            |                                   |                            |   |  |                     |                     |                     |
|  | 5                                                 |                                    |                       |                                           | Croazia     | 5                             |                                 |                               |   |  |                            | Barcellona, Spagna (terra indoor) |                            |   |  |                     |                     |                     |
|  |                                                   | Cile                               | 0                     |                                           |             |                               |                                 |                               |   |  |                            |                                   |                            |   |  |                     |                     |                     |
|  |                                                   |                                    |                       |                                           |             |                               |                                 |                               |   |  |                            |                                   | Rep. Ceca                  | 0 |  |                     |                     |                     |
|  | Malmö, Svezia (erba indoor)                       |                                    |                       |                                           |             |                               |                                 |                               |   |  |                            |                                   | Rep. Ceca                  | 0 |  |                     |                     |                     |
|  |                                                   | 2                                  | Spagna                | 5                                         |             |                               |                                 |                               |   |  |                            |                                   |                            |   |  |                     |                     |                     |
|  |                                                   | 2                                  | Spagna                | 5                                         | Israele     | 3                             |                                 |                               |   |  |                            |                                   |                            |   |  |                     |                     |                     |
|  |                                                   | Tel Aviv, Israele (cemento indoor) |                       |                                           | Israele     | 3                             |                                 |                               |   |  |                            |                                   |                            |   |  |                     |                     |                     |
|  | 6                                                 | Svezia                             | 2                     |                                           |             |                               |                                 |                               |   |  |                            |                                   |                            |   |  |                     |                     |                     |
|  | 6                                                 | Svezia                             | 2                     |                                           |             | Israele                       | 4                               |                               |   |  |                            |                                   |                            |   |  |                     |                     |                     |
|  | Sibiu, Romania (erba indoor)                      |                                    |                       |                                           |             | Israele                       | 4                               |                               |   |  |                            |                                   |                            |   |  |                     |                     |                     |
|  |                                                   | 3                                  | Russia                | 1                                         |             |                               |                                 |                               |   |  |                            |                                   |                            |   |  |                     |                     |                     |
|  |                                                   | 3                                  | Russia                | 1                                         | Romania     | 1                             |                                 |                               |   |  |                            |                                   |                            |   |  |                     |                     |                     |
|  |                                                   |                                    |                       |                                           | Romania     | 1                             | Murcia, Spagna (terra)          |                               |   |  |                            |                                   |                            |   |  |                     |                     |                     |
|  | 3                                                 | Russia                             | 4                     |                                           |             |                               |                                 |                               |   |  |                            |                                   |                            |   |  |                     |                     |                     |
|  | 3                                                 | Russia                             | 4                     |                                           |             |                               |                                 |                               |   |  | Israele                    | 1                                 |                            |   |  |                     |                     |                     |
|  | Garmisch-Partenkirchen, Germania (cemento indoor) |                                    |                       |                                           |             |                               |                                 |                               |   |  | Israele                    | 1                                 |                            |   |  |                     |                     |                     |
|  |                                                   | 2                                  | Spagna                | 4                                         |             |                               |                                 |                               |   |  |                            |                                   |                            |   |  |                     |                     |                     |
|  |                                                   | 2                                  | Spagna                | 4                                         | Austria     | 2                             |                                 |                               |   |  |                            |                                   |                            |   |  |                     |                     |                     |
|  |                                                   | Marbella, Spagna (terra)           |                       |                                           | Austria     | 2                             |                                 |                               |   |  |                            |                                   |                            |   |  |                     |                     |                     |
|  | 7                                                 | Germania                           | 3                     |                                           |             |                               |                                 |                               |   |  |                            |                                   |                            |   |  |                     |                     |                     |
|  | 7                                                 | Germania                           | 3                     |                                           | 7           | Germania                      | 2                               |                               |   |  |                            |                                   |                            |   |  |                     |                     |                     |
|  | Benidorm, Spagna (terra)                          |                                    |                       |                                           | 7           | Germania                      | 2                               |                               |   |  |                            |                                   |                            |   |  |                     |                     |                     |
|  |                                                   | 2                                  | Spagna                | 3                                         |             |                               |                                 |                               |   |  |                            |                                   |                            |   |  |                     |                     |                     |
|  |                                                   | 2                                  | Spagna                | 3                                         | Serbia      | 1                             |                                 |                               |   |  |                            |                                   |                            |   |  |                     |                     |                     |
|  |                                                   |                                    |                       |                                           | Serbia      | 1                             |                                 |                               |   |  |                            |                                   |                            |   |  |                     |                     |                     |
|  | 2                                                 | Spagna                             | 4                     |                                           |             |                               |                                 |                               |   |  |                            |                                   |                            |   |  |                     |                     |                     |

### Finale
| Spagna 5 | Palau Sant Jordi, Barcellona, Spagna 4-6 dicembre 2009 terra (indoor) | Palau Sant Jordi, Barcellona, Spagna 4-6 dicembre 2009 terra (indoor) | Rep. Ceca 0 |     |     |     |     |  |
| \| \| \| \| 1 \| 2 \| 3 \| 4 \| 5 \| \| \| - \| \| ------------------------------------------------------------------ \| --- \| --- \| --- \| --- \| --- \| \| \| 1 \| \| Rafael Nadal Tomáš Berdych \| 7 5 \| 6 0 \| 6 2 \| \| \| \| \| 2 \| \| David Ferrer Radek Štěpánek \| 1 6 \| 2 6 \| 6 4 \| 6 4 \| 8 6 \| \| \| 3 \| \| Feliciano López / Fernando Verdasco Tomáš Berdych / Radek Štěpánek \| 7 6 \| 7 5 \| 6 2 \| \| \| \| \| 4 \| \| Rafael Nadal Jan Hájek \| 6 3 \| 6 4 \| \| \| \| \| \| 5 \| \| David Ferrer Lukáš Dlouhý \| 6 4 \| 6 2 \| \| \| \| \| |                                                                       |                                                                       |             |     |     |     |     |  |
| |                                                                       |                                                                       | 1           | 2   | 3   | 4   | 5   |  |
| 1 | Spagna (bandiera) · Rep. Ceca (bandiera)                              | Rafael Nadal Tomáš Berdych                                            | 7 5         | 6 0 | 6 2 |     |     |  |
| 2 | Spagna (bandiera) · Rep. Ceca (bandiera)                              | David Ferrer Radek Štěpánek                                           | 1 6         | 2 6 | 6 4 | 6 4 | 8 6 |  |
| 3 | Spagna (bandiera) · Rep. Ceca (bandiera)                              | Feliciano López / Fernando Verdasco Tomáš Berdych / Radek Štěpánek    | 7 6         | 7 5 | 6 2 |     |     |  |
| 4 | Spagna (bandiera) · Rep. Ceca (bandiera)                              | Rafael Nadal Jan Hájek                                                | 6 3         | 6 4 |     |     |     |  |
| 5 | Spagna (bandiera) · Rep. Ceca (bandiera)                              | David Ferrer Lukáš Dlouhý                                             | 6 4         | 6 2 |     |     |     |  |

## Turno di qualificazione al Gruppo Mondiale
- Data: 18-20 settembre

Le otto squadre perdenti il primo turno del Gruppo Mondiale e le otto vincenti i gruppi zonali (2 dalla zona Americana, 2 dalla zona Asia/Oceania, 4 dalla zona Euro-Africana) partecipano al Turno di qualificazione al Gruppo Mondiale. Le vincenti hanno il diritto a partecipare al Gruppo Mondiale l'anno successivo.
| Sede (superficie)                        | Squadra in casa | Risultato | Squadra fuori casa |
| ---------------------------------------- | --------------- | --------- | ------------------ |
| Rancagua, Cile (terra)                   | Cile            | 3–2       | Austria (5)        |
| Charleroi, Belgio (terra indoor)         | Belgio (6)      | 3–2       | Ucraina            |
| Porto Alegre, Brasile (terra indoor)     | Brasile (8)     | 2–3       | Ecuador            |
| Maastricht, Paesi Bassi (terra indoor)   | Paesi Bassi     | 1–4       | Francia (2)        |
| Johannesburg, Sudafrica (cemento indoor) | Sudafrica       | 1–4       | India (7)          |
| Belgrado, Serbia (cemento indoor)        | Serbia (3)      | 5–0       | Uzbekistan         |
| Helsingborg, Svezia (cemento indoor)     | Svezia (1)      | 3–2       | Romania            |
| Genova, Italia (terra)                   | Italia          | 2–3       | Svizzera (4)       |

## Zona Americana

### Gruppo I
Squadre partecipanti
- Brasile - qualificata al Turno di qualificazione al Gruppo Mondiale
- Canada
- Colombia
- Ecuador - promossa nel Gruppo Mondiale nel 2010
- Perù - retrocessa al Gruppo II nel 2010
- Uruguay

### Gruppo II
Squadre partecipanti
- Antille Olandesi
- Bahamas - retrocessa al Gruppo III nel 2010
- Giamaica - retrocessa al Gruppo III nel 2010
- Guatemala
- Messico
- Paraguay
- Rep. Dominicana - promossa al Gruppo I nel 2010
- Venezuela

### Gruppo III
Squadre partecipanti
- Barbados - retrocessa al Gruppo IV nel 2010
- Bolivia - promossa al Gruppo II nel 2010
- Costa Rica
- Cuba
- El Salvador - promossa al Gruppo II nel 2010
- Honduras - retrocessa al Gruppo IV nel 2010
- Porto Rico

### Gruppo IV
Squadre partecipanti
- Aruba - promossa al Group III nel 2010
- Bermuda - promossa al Group III nel 2010
- Isole Vergini Americane
- Panama
- Trinidad e Tobago

## Zona Asia/Oceania

### Gruppo I
Squadre partecipanti
- Australia
- Cina
- Corea del Sud
- Giappone
- India - promossa al Gruppo Mondiale nel 2010
- Kazakistan
- Taipei cinese
- Thailandia - retrocessa al Gruppo II nel 2010
- Uzbekistan - qualificata al Turno di qualificazione al Gruppo Mondiale

### Gruppo II
Squadre partecipanti
- Filippine - promossa al Gruppo I nel 2010
- Hong Kong
- Indonesia
- Kuwait - retrocessa al Gruppo III nel 2010
- Malaysia
- Nuova Zelanda
- Oman - retrocessa al Gruppo III nel 2010
- Pakistan

### Gruppo III
Squadre partecipanti
- Arabia Saudita
- Comunità del Pacifico - promossa al Gruppo II nel 2010
- Iran
- Libano
- Singapore - retrocessa al Gruppo IV nel 2010
- Siria
- Sri Lanka - promossa al Gruppo II nel 2010
- Tagikistan - retrocessa al Gruppo IV nel 2010

### Gruppo IV
Squadre partecipanti
- Bahrein
- Bangladesh - promossa al Gruppo III nel 2010
- Birmania
- Emirati Arabi Uniti
- Giordania
- Qatar
- Turkmenistan
- Vietnam - promossa al Gruppo III nel 2010
- Yemen

## Zona Euro-Africana

### Gruppo I
Squadre partecipanti
- Belgio - promossa al Gruppo Mondiale nel 2010
- Bielorussia
- Italia - qualificata al Turno di qualificazione al Gruppo Mondiale
- Macedonia - retrocessa al Gruppo II nel 2010
- Polonia
- Regno Unito - retrocessa al Gruppo II nel 2010
- Slovacchia
- Sudafrica - qualificata al Turno di qualificazione al Gruppo Mondiale
- Ucraina - qualificata al Turno di qualificazione al Gruppo Mondiale

### Gruppo II
Squadre partecipanti
- Algeria - retrocessa al Gruppo III nel 2010
- Bulgaria
- Cipro
- Danimarca
- Egitto
- Finlandia - promossa al Gruppo I nel 2010
- Georgia - retrocessa al Gruppo III nel 2010
- Irlanda
- Lettonia - promossa al Gruppo I nel 2010
- Lituania
- Moldavia - retrocessa al Gruppo III nel 2010
- Monaco
- Montenegro - retrocessa al Gruppo III nel 2010
- Portogallo
- Slovenia
- Ungheria

### Gruppo III
Squadre partecipanti
- Andorra
- Bosnia ed Erzegovina - promossa al Gruppo II nel 2010
- Botswana - retrocessa al Gruppo IV nel 2010
- Estonia - promossa al Gruppo II nel 2010
- Grecia
- Islanda
- Lussemburgo
- Madagascar
- Marocco
- Namibia - retrocessa al Gruppo IV nel 2010
- Nigeria
- Norvegia - promossa al Gruppo II nel 2010
- Ruanda - retrocessa al Gruppo IV nel 2010
- San Marino - retrocessa al Gruppo IV nel 2010
- Tunisia
- Turchia - promossa al Gruppo II nel 2010

### Gruppo IV
Squadre partecipanti
- Armenia - promossa al Gruppo III nel 2010
- Camerun
- Costa d'Avorio - promossa al Gruppo III nel 2010
- Ghana - promossa al Gruppo III nel 2010
- Zimbabwe - promossa al Gruppo III nel 2010